# Nadrossea, Pohrebîșce
Nadrossea (în ucraineană Надросся) este localitatea de reședință a comunei Ceapaievka din raionul Pohrebîșce, regiunea Vinnița, Ucraina.

## Demografie
Componența lingvistică a localității Nadrossea
     Ucraineană (99,72%)
     Alte limbi (0,28%)
Conform recensământului din 2001, majoritatea populației localității Nadrossea era vorbitoare de ucraineană (99,72%), existând în minoritate și vorbitori de alte limbi.